# HD 71688
HD 71688，又名CD-25 6109，SAO 175883、HR 3339，是一颗恒星，视星等为6.62，位于銀經247.24，銀緯7.22，其B1900.0坐标为赤經8h 23m 38.9s，赤緯-25° 7.22′ 6″。